# Euophrys newtoni
Euophrys newtoni är en spindelart som beskrevs av Peckham, Peckham 1896. Euophrys newtoni ingår i släktet Euophrys och familjen hoppspindlar. Inga underarter finns listade i Catalogue of Life.